# Museu do Lixo da Companhia Melhoramentos da Capital
O Museu do Lixo da Companhia Melhoramentos da Capital foi instalado pela COMCAP em 25 de setembro de 2003, tornou-se referência entre as atividades de educação ambiental no Estado de Santa Catarina, pela forma lúdica e informal com que reforça conteúdos sobre consumo sustentável baseado nos três érres (3Rs) – Reduzir, Reaproveitar e Reciclar.
No início da década de 1990, trabalhadores da autarquia Comcap tiveram a ideia de guardar alguns objetos ao perceberem que muito do material que chegava através da coleta seletiva não era lixo. Estes objetos foram colocadas em uma casa ao lado do antigo aterro sanitário da cidade que foi desativado em 1990. Nesta casa não havia controle de entrada nem saída e os objetos foram desaparecendo. A ideia da construção de um espaço de memória sobre os hábitos e consumos da sociedade é retomada em 2002 a partir da figura do gari Valdinei Marques, o Nei. O Museu do Lixo é institucionalmente criado pela Comcap em 2003.
As primeiras peças separadas foram colocadas no antigo galpão de triagem da coleta seletiva da Comcap. Hoje, as instalações estão organizadas em ambientes diferenciados, montados e decorados com materiais reciclados. Inclusive as tintas usadas nas pinturas e a mandala do piso foram feitas com materiais reaproveitados.
O museu do lixo faz parte do Centro de Valorização de Resíduos (CVR) e todo o ano cerca de 6 mil pessoas visitam estes espaços. O museu se tornou um espaço para a poesia, para as artes e estabelece parcerias com acadêmicos de diversos cursos, professores, escolas, creches, permitem a reflexão sobre a inclusão social, as práticas de consumo, a destinação dada aos objetos descartados. Ele se tornou referência nas atividades de educação ambiental no Estado de Santa Catarina.
Este museu está incluído no Cadastro Nacional de Museus – CNM e consta no Guia de Museus de Santa Catarina. A tipologia de seu acervo é de História